# Henri Allizé

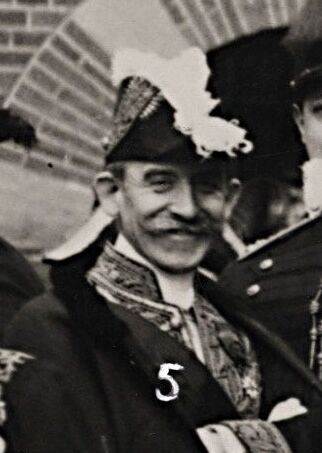
Henri Allizé (1916)

Henri Allizé (* 24. September 1860; † 13. Oktober 1930) war ein französischer Diplomat.

## Leben
1885 fungierte Henri Allizé als Bürovorsteher von Charles de Freycinet. Von 1886 bis 1888 war er an der Gesandtschaft in Montevideo beschäftigt. 1888 wurde er an die Gesandtschaft in Berlin versetzt, wo er Adrienne Herbette, die Tochter von Jules Gabriel Herbette (1839–1901), Gesandter in Berlin von 1886 bis 1896, Bruder von Louis Herbette (1843–1921), heiratete. Vom 29. Januar 1907 bis 1909 war Henri Allizé Gesandter in Stockholm und von 1909 bis 1914 Gesandter in München. Von 1914 bis 1918 war er in derselben Funktion in Den Haag tätig. Vom April 1919 bis Februar 1920 war er Geschäftsträger in Wien. Er wurde am 5. März 1920 zum Botschafter in Bern ernannt, wo er vom 14. April 1920 bis 15. Dezember 1924 akkreditiert war.